# باشی
باشی، روستایی است از توابع بخش دلوار در شهرستان تنگستان استان بوشهر ایران.

## جمعیت
این روستا در شهرستان تنگستان قرار دارد و بر اساس آخرین سرشماری جمعیت آن ١٥٠٠(٢٦٠خانوار) بوده‌است